# Provaglio d’Iseo
Provaglio d’Iseo (lombardul: Proài d'Izé, helyi nyelvjárásba: Pruài) település Olaszországban, Lombardia régióban, Brescia megyében. Lakosainak száma 7122 fő (2023. január 1.). Provaglio d’Iseo Corte Franca, Monticelli Brusati, Passirano és Iseo községekkel határos.

## Népesség
A település lakossága az elmúlt években az alábbi módon változott:
| Lakosok száma | 7394 | 7351 | 7122 |
|               | 2017 | 2018 | 2023 |